# Hans Ranie
Hans Ranie, död 4 september 1718, var en svensk lantmätare, bergmästare, akvarellmålare och tecknare.
Han var son till bergsmannen Alexander Ranie i Falun och gift med Anna Arenbechia. Ranie blev student vid Uppsala universitet 1671, undermarkschneider 1678, geschworner vid Salaberget 1692 och bergmästare i Sala 1710. Hans mest kända arbete är ett kartverk över bergsbruket vid Falu gruva. Dess sammanlagt tio blad visar utskärningar för schakt och nedsänkningar och innehåller dessutom tecknade scener ur bergshanteringen som idag har ett stort kulturhistoriskt intresse. Han utförde ett flertal liknande kartor från andra gruvor. I samband med reduktionen 1680 utförde han ett kartläggningsarbete över norra delen av Sörmland där han samtidigt ritade av de större slotten och de större gårdarna. Ranie finns representerad vid Stora Kopparbergs bergslag AB, Kommerskollegium, Kungliga biblioteket, Lantmäteristyrelsens arkiv och Nyköpings lantmäterikontor.